# Vocal semiabierta central no redondeada
La vocal semiabierta central no redondeada (escucharⓘ) es un tipo de sonido vocálico usado en ciertas lenguas habladas. El símbolo en el Alfabeto Fonético Internacional que representa este sonido es ɜ, y su equivalente en X-SAMPA es 3. Hay que tener en cuenta que el símbolo AFI no es un número "3", sino una epsilon reflejada.

## Rasgos
- Su abertura es semiabierta, lo que significa que la lengua se sitúa entre una vocal abierta y una vocal intermedia.
- Su localización vocálica es central, lo que significa que la lengua se sitúa entre una vocal anterior y una vocal posterior.
- Se trata de una vocal no redondeada, lo que significa que los labios no se abocinan.

## Ejemplos
| Lengua | Lengua                   | Término | AFI    | Traducción | Notas                                                                              |
| ------ | ------------------------ | ------- | ------ | ---------- | ---------------------------------------------------------------------------------- |
| Inglés | RP                       | b'ir'd  | [bɜːd] | 'pájaro'   |                                                                                    |
| Inglés | Ohio                     | burst   | [bɜst] | 'reventar' | Es la realización más usual de la vocal transcrita como < ʌ > en inglés americano. |
| Inglés | [ aclaración requerida ] | burst   | [bɜst] | 'reventar' | Es la realización más usual de la vocal transcrita como < ʌ > en inglés americano. |
| Paicĩ  | Paicĩ                    | [mbʷɜ̄]  | [mbʷɜ̄] | 'resto'    |                                                                                    |